# Артур Циммер
Артур Циммер (нім. Arthur Zimmer; 2 грудня 1889, Відень — 1945) — австрійський і німецький військовий медик, генерал-лейтенант медичної служби вермахту.
Наклав на себе руки.

## Нагороди
- Пам'ятний хрест 1912/13
- Бронзова і срібна медаль «За військові заслуги» (Австро-Угорщина)
- Почесний знак Австрійського Червоного Хреста 2-го класу
- Орден Франца-Йосифа, лицарський хрест з військовою відзнакою
- Орден «За заслуги» (Баварія) 4-го класу
- Пам'ятна військова медаль (Австрія)
- Військовий Хрест Карла
- Срібний почесний знак «За заслуги перед Австрійською Республікою»
- Хрест «За вислугу років» (Австрія) 2-го класу ля офіцерами (25 років)
- Орден Заслуг (Австрія), лицарський хрест 1-го класу
- Почесний хрест ветерана війни з мечами
- Медаль «У пам'ять 1 жовтня 1938» із застібкою «Празький град»
- Хрест королеви Марії 1-го класу (Румунія)
- Медаль «За вислугу років у Вермахті» 4-го, 3-го, 2-го і 1-го класу (25 років)
- Хрест Воєнних заслуг 2-го і 1-го класу з мечами